# Darin Erstad
Darin Charles Erstad (né le 4 juin 1974 à Jamestown, Dakota du Nord, États-Unis) est un ancien joueur de champ extérieur et de premier but de la Ligue majeure de baseball.
Il évolue de 1996 à 2009 et passe ses 11 premières saisons avec les Angels d'Anaheim, avec qui il remporte la Série mondiale 2002. Lanceur et frappeur gaucher, Darin Erstad remporte le Gant doré du meilleur voltigeur défensif de la Ligue américaine en 2000 et 2002, puis celui du meilleur premier but défensif en 2004. En 2000, il reçoit également un Bâton d'argent au poste de voltigeur pour ses performances à l'attaque. Il est invité au match des étoiles en 1998 et 2000. 
Joueur des Cornhuskers de l'université du Nebraska à Lincoln, Darin Erstad se joint aux Angels après avoir été le tout premier joueur sélectionné au repêchage amateur de la Ligue majeure de baseball en 1995. Au moment de quitter les Cornhuskers, il détenait le record de coups sûrs réussis pour cette université. En 2011, après sa retraite de joueur, il est nommé entraîneur de l'équipe de baseball des Cornhuskers.